# Haute Autorité de la communication audiovisuelle (Maroc)
Pour les articles homonymes, voir HACA.
 (mai 2020).
La Haute Autorité de la Communication Audiovisuelle est un organisme marocain indépendant créé le 10 juillet 1999 par décret royal avec pour but de réguler le paysage audiovisuel , public et privé.
En 2012, il change de statut, et en vue de garantir le respect de la singularité, devient une institution constitutionnelle chapeautée par le Conseil supérieur de la communication audiovisuelle.

## Missions

### Missions du conseil supérieur de la communication audiovisuelle
Le conseil supérieur de la communication audiovisuelle :
- donne son avis au Roi, au Parlement et au gouvernement sur les questions relatives au secteur de la communication audiovisuelle ;
- propose les personnalités dont la nomination relève de la compétence du Roi à raison des fonctions ou emplois publics qu’elles doivent exercer à la tête des organismes publics intervenant dans le domaine audiovisuel ;
- donne obligatoirement avis au Chef du gouvernement sur les projets de lois ou projets de décrets concernant le secteur de la communication audiovisuelle, avant leur présentation au conseil des ministres ;
- donne obligatoirement avis aux présidents des deux chambres du Parlement sur les propositions de lois relatives au secteur de la communication audiovisuelle, avant leur examen par la chambre concernée ;
- propose au gouvernement les mesures de toute nature, notamment d’ordre juridique, sur les questions de l'audiovisuel;
- suggère au gouvernement les modifications de nature législative et réglementaire, rendues nécessaires par l’évolution technologique, économique, sociale et culturelle des activités du secteur de l’audiovisuel ;
- veille au respect, par tous les pouvoirs ou organes concernés, des lois et règlements applicables à la communication audiovisuelle ;
- instruit les demandes d’autorisation de création et d’exploitation des entreprises de communication audiovisuelle, selon les procédures légales et réglementaires en vigueur et accorde les autorisations y afférentes, conformément à la législation et la réglementation en vigueur ;
- accorde les autorisations d’utilisation des fréquences radioélectriques affectées par l’Agence nationale de réglementation des télécommunications au secteur de la communication audiovisuelle. À cette fin, et en cas de besoin, le conseil est habilité à créer une commission de coordination avec les autres organismes publics chargés de gérer le spectre des fréquences et d’en assurer le contrôle ;
- contrôle le respect, par les organismes de communication audiovisuelle, du contenu des cahiers de charges et, de manière générale, le respect, par lesdits organismes, des principes et règles applicables au secteur ;
- approuve les cahiers de charges des sociétés nationales de l’audiovisuel public et en contrôle le respect ;
- veille au respect de l’expression pluraliste des courants de pensée et d’opinion, notamment en matière d’information politique, tant par le secteur privé que par le secteur public de l’audiovisuel ; À cette fin, le conseil transmet, suivant la périodicité qu’il établit, au gouvernement, à la présidence des deux chambres du Parlement et aux responsables des partis politiques, des organisations syndicales et des chambres professionnelles représentés au Parlement, le relevé du temps d’intervention des personnalités politiques, syndicales ou professionnelles dans les émissions des organes de radiotélévison ; il peut, à cette occasion, formuler toutes remarques qu’il juge utiles ;
- veille au respect de la législation et de la réglementation applicables aux règles et conditions de production, de programmation et de diffusion des émissions relatives aux campagnes électorales que les organismes de communication du secteur public et du secteur privé doivent respecter ;
- veille au respect, par les organismes de communication audiovisuelle, de la législation et de la réglementation en vigueur en matière de publicité ; À cet effet, le conseil exerce un contrôle, par tous les moyens appropriés, sur les modalités de programmation des émissions publicitaires diffusées par les organismes relevant du secteur public de la communication ou, bénéficiaires d’un titre quelconque d’exploitation dans le cadre de ce secteur ;
- sanctionne les infractions commises par les organismes de communication audiovisuelle ou,propose aux autorités compétentes, conformément à la législation en vigueur et aux cahiers de charges concernés, les sanctions encourues ;
- édicte les normes d’ordre juridique ou technique applicables à la mesure de l’audience des entreprises de communication audiovisuelle[2].

#### Compétences juridictionnelles
Le conseil supérieur de la communication peut recevoir des plaintes émanant des organisations politiques, syndicales ou des associations reconnues d’utilité publique, relatives à des violations, par les organes de communication audiovisuelle, des lois ou règlements applicables au secteur de la communication audiovisuelle ;
Il instruit lesdites plaintes et leur donne la suite prévue par la loi.
Il peut, également, être saisi par l’autorité judiciaire, afin de lui donner avis sur les plaintes fondées sur des violations de la législation ou réglementation relative au secteur de la communication audiovisuelle et que ladite autorité aurait à connaître.
Le conseil est habilité à saisir les autorités compétentes pour connaître des pratiques contraires à la loi sur la liberté des prix et la concurrence. Ces mêmes autorités peuvent le saisir pour recueillir son avis.
Le conseil supérieur de la communication audiovisuelle peut imposer aux entreprises de communication audiovisuelle la publication de mise au point ou de réponse à la demande de toute personne ayant subi un préjudice, à la suite de la diffusion d’une information portant atteinte à son honneur ou qui est manifestement contraire à la vérité. Le conseil supérieur fixe le contenu et les modalités    
desdites publications et en assortit le non-respect, le cas échéant, d’une astreinte dont il fixe le montant et dont le recouvrement est effectué par le directeur général de la communication audiovisuelle comme en matière de recouvrement des créances publiques de l’État.

### Attributions du directeur général de la communication audiovisuelle
Il exécute les délibérations du conseil supérieur de la communication audiovisuelle, s'occupe de l’administration et de la gestion des services et du personnel administratif et technique de la Haute Autorité de la communication audiovisuelle.
Il assiste le président du conseil et prend toutes les mesures nécessaires à l’accomplissement, par ledit conseil, des missions qui lui sont confiées .
Aussi, il présente trimestriellement au conseil un rapport sur les activités de la direction générale et l’exécution du budget.

### Attributions des contrôleurs
La direction générale de la communication audiovisuelle dispose d’un corps de contrôleurs, placé sous l’autorité du directeur général, chargé d’enquêter, en tant que de besoin, sur pièces et sur place, afin de constater les infractions aux dispositions des cahiers de charges.
Ces contrôleurs sont habilités à : 
- procéder à l’enregistrement de toutes les émissions de radiodiffusion et télévision, selon des moyens appropriés ;
- recueillir, tant auprès des administrations que des personnes morales ou physiques titulaires des autorisations délivrées aux entreprises de services de communication audiovisuelle, toutes les informations nécessaires pour s’assurer du respect des obligations qui sont imposées aux titulaires d’autorisations ;
- procéder auprès des mêmes personnes physiques ou morales à des enquêtes.

Ils sont assistés dans leurs missions, en tant que de besoin, d’officiers de police judiciaire désignés, à cette fin, par l’autorité compétente.

## Organisation et fonctionnement
La Haute Autorité de la communication audiovisuelle se compose du conseil supérieur de la communication audiovisuelle et de la direction générale de la communication audiovisuelle.
Le conseil supérieur de la communication comprend neuf membres, dont le président et quatre membres nommés par le Roi, deux membres nommés par le chef du gouvernement pour une durée de cinq ans renouvelable une fois et deux membres nommés, l’un par le président de la chambre des représentants et l’autre par le président de la chambre des conseillers, pour la durée et dans les conditions de renouvellement du mandat prévus pour les membres désignés par le chef du gouvernement.
Le conseil se réunit au moins une fois par mois.

### Liste des présidents
- 13 novembre 2003-10 mai 2012 : Ahmed Ghazali[3],[4]
- 10 mai 2012-2018: Amina Lamrini[5]
- 3 décembre 2018: Latifa Akherbach[6]

## Organismes analogues dans d'autres pays
- France: Conseil supérieur de l'audiovisuel;
- Côte d'Ivoire: Haute Autorité de la communication audiovisuelle
- Sénégal: Conseil national de régulation de l'audiovisuel
- Belgique: Conseil supérieur de l'audiovisuel
- Algérie: Autorité de régulation de l'audiovisuel
- Bénin: Haute autorité de l’audiovisuel et de la communication